# 稷山板枣
稷山板枣，是指中华人民共和国山西省稷山县的一款土特产板枣，是中国地理标志产品。

## 特点
稷山板枣形状长圆、敦肥如板而得名，外皮柔韧而富弹性。板枣生食肉厚甜脆，也可以酒密封保存。明朝期间引入山东金丝小枣，经多年培育、改良而成。板枣种植区包括稷山县陶梁、姚村、南阳、辛庄、吴村、上柏、下柏等地，地处黄河东岸丘陵地带。1982年，在中国红枣鉴定会上品质居第二位。1992年，获首届中国农业博览会银奖。1993年，获山西省首届农业博览会金奖。